# マルクス・ユリウス・セウェルス・ピリップス
マルクス・ユリウス・セウェルス・ピリップス（ラテン語：Marcus Iulius Severus Philippus、238年 - 249年）は、軍人皇帝時代のローマ皇帝であり、父ピリップス・アラブスの共同皇帝の地位にあった人物である。ピリップス2世、ピリップス・カエサルとも称される。 

## 生涯
ゴルディアヌス3世の死後、父ピリップス・アラブスが244年にローマ皇帝に即位すると、ピリップスはマルクスを共同皇帝とし、更にマルクスは247年および248年に執政官（コンスル）となった。しかし、249年に父ピリップスが皇帝簒奪を図るべくローマへ進軍していたデキウスとの戦いで敗死したとの知らせがローマへ届くと、マルクスは親衛隊によって殺害された。マルクスは母マルキア（en）の腕の中で息を引き取ったと伝わっている。なお、以降のマルキアの生涯については文献に記載が無い。